# 4-溴-N,N-二甲基苯胺
4-溴-N,N-二甲基苯胺是一种有机溴化合物，化学式为C8H10BrN。它可由N,N-二甲基苯胺在超声下和溴化钠、过氧化氢反应制得，或和N-溴代丁二酰亚胺反应得到。它和叔丁硫醇在三乙胺存在下、钯配合物催化下反应，可以得到4-叔丁硫基-N,N-二甲基苯胺。